# اندی پارتنز
اندی پارتنز (انگلیسی: Andy Partner؛ زادهٔ ۲۱ اکتبر ۱۹۷۴) بازیکن فوتبال اهل بریتانیا است.
از باشگاه‌هایی که در آن بازی کرده‌است می‌توان به باشگاه فوتبال کلاکتون، باشگاه فوتبال ویونهوئه تاون، باشگاه فوتبال هیبریج، و باشگاه فوتبال کولچستر یونایتد اشاره کرد.